# Жефарович, Христофор
Христофор Жефарович (болг. Христофор Жефарович; 1690 — 18 сентября 1753) — болгарский гравер, живописец, поэт и хранитель южнославянского единства. Предвестник иллирийства.

## Биография
Родом из Дойрана, Македония. Он провел свою жизнь, путешествуя по Вене, Сремски Карловци, Святой Земле. Он нарисовал множество монастырей, в том числе Святой Наум на Охридском озере. Переиздал «Стематографию» с некоторыми переработками и дополнениями. В конце жизни он уехал в Москву, где скончался и был похоронен в Богоявленском монастыре.